# Mikrohologram
Mikrohologramy jsou velmi malé kovové částice o velikosti od 40 mikrometrů, které mohou při pohledu prostým okem vypadat jako tečky či zrníčka prachu. Při větším rozlišení je patrné, že se jedná o částice pravidelného tvaru (zvoleného zákazníkem), je na nich umístěn hologram a jsou do nich vyleptány alfanumerické znaky.

## Použití
Mikrohologramy se používají na ochranu nejrůznějších dokladů, dokumentů a předmětů proti padělání. S chráněným předmětem mohou být spojeny nejrůznějšími způsoby:
- do polykarbonátových dokladů totožnosti jsou zpravidla zality dovnitř.
- do jiných plastových karet pomocí krycích fólií.
- na papírové dokumenty jsou připojovány metodou horké ražby.
- lze je vmíchat do směsi pro výrobu papíru, čímž vzniká holografický papír.
- někdy jsou vmíchány do laku nebo jiného prostředku povrchové úpravy.

Mikrohologramy umožňují několik úrovní inspekce:
- základní kontrola prostým okem (zjištění přítomnosti hologramu)
- zběžná kontrola lupou (zjištění vyleptaných písmen a přítomnosti holografického povrchu)
- detailní kontrola mikroskopem (prohlížení hologramu)
- forenzní kontrola (hledání skrytých znaků)

Vlastníkem patentu na výrobu mikrohologramů je společnost Optaglio.